# Progress M-62
Progress M-62 (ryska: Прогресс М-62) eller som NASA kallar den, Progress 27 eller 27P, var en rysk obemannad rymdfarkost som levererade förnödenheter, syre, vatten och bränsle till rymdstationen ISS. Den sköts upp med en Sojuz-U-raket, från Kosmodromen i Bajkonur den 23 december 2007 och dockade med ISS den 26 december. Farkosten lämnade rymdstationen den 4 februari 2008 och brann upp i jordens atmosfär den 15 februari 2008.

### Fotnoter
1. ↑  ”NASA Space Science Data Coordinated Archive” (på engelska). NASA. https://nssdc.gsfc.nasa.gov/nmc/spacecraft/display.action?id=2007-064A. Läst 1 mars 2020.
2. ↑  Manned Astronautics - Figures & Facts Arkiverad 12 maj 2012 hämtat från the Wayback Machine., läst 15 juli 2016.